# Józef Hoene-Wroński

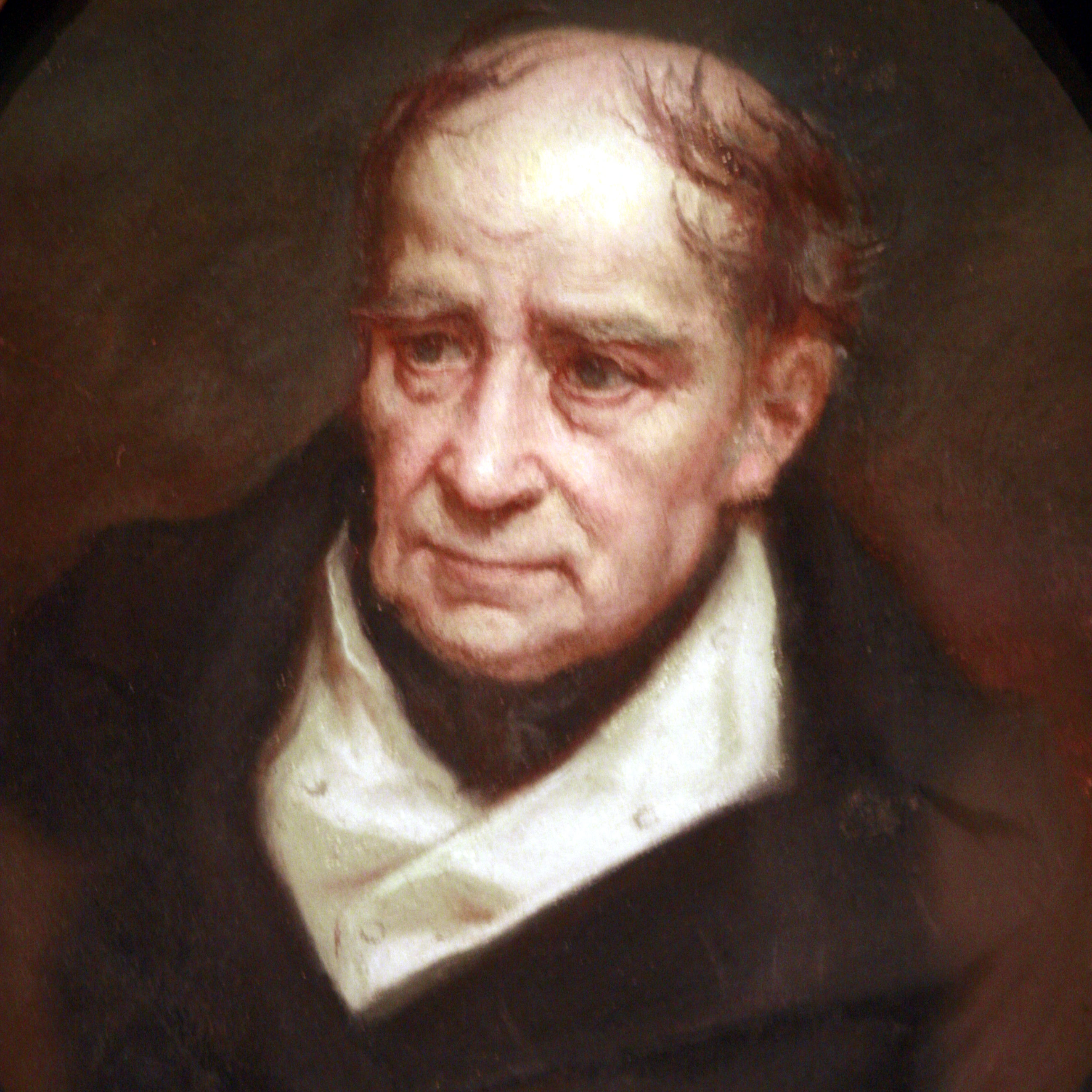
Josef Hoené-Wronski
schilder Laurent-Charles Maréchal

Józef Maria Hoene-Wroński (Wolsztyn, 23 augustus 1776 - Neuilly-sur-Seine, 8 augustus 1853) was een Pools militair, wiskundige, econoom, natuurkundige, advocaat, uitvinder en filosoof.
Hoene-Wroński werd geboren onder de naam Josef Höne, maar in 1815 veranderde hij zijn naam in Józef Hoene-Wroński.
Hij was luitenant-kolonel in het Russische leger. Hij kwam naar Frankrijk en verbleef in Marseille. In 1800 werd hij Frans staatsburger. In 1810 kwam hij naar Parijs. Hij werd professor in de metafysica.
Naast zijn bijdragen in de wiskunde, waaronder de Wronski-determinant, was hij actief in voorspellingen en politiek. Zo schreef hij onder meer een aantal pamfletten aan de groten der aarde, met raadgevingen over politiek. Hij ontwikkelde eveneens een toestel, om voorspellingen mee te maken, de prognometer.

## Werken
- Critique de la Théorie des fonctions générales de M. Pierre-Simon Laplace (1819)
- Adresse aux nations civilisées sur leur sinistre désordre révolutionnaire (1848)
- Document historique (secret) sur la révélation des destinées providentielles des Nations Slaves, et supplément (1848)
- Dernier appel aux hommes supérieurs de tous les pays, pour mettre fin au sinistre désordre révolutionnaire du Monde Civilisé; et appel spécial au Gouvernement français suivis de prédictions scientifiques sur l'avenir de l'Europe (1849)
- Les cent pages décisives pour S.M. l'Empereur de Russie, roi de Pologne et supplément (1850)
- Epitre secrete à S.A. le Prince Louis-Napoléon, Président de la République Française, sur les destinées de la France, et généralement du Monde Civilisé dans l'occident (1851)
- Canon logarithmorum (datum onbekend)

- Bibliothèque nationale de France: cb12215353m (data)
- Catàleg d'autoritats de noms i títols de Catalunya: 981058598128106706
- CiNii: DA1614346X
- Gemeinsame Normdatei: 119445123
- International Standard Name Identifier: 0000 0000 8098 5241
- Library of Congress Control Number: n85125359
- Nationale Bibliotheek van Tsjechië: js2006342109
- Nationale bibliotheek van Australië: 35879262
- Nationale Bibliotheek van Israël: 987007273359005171
- Nationale Bibliotheek van Polen: a0000001184658
- Nederlandse Thesaurus van Auteursnamen: 070556148
- Réseau des bibliothèques de Suisse occidentale: 02-A000080810
- Istituto Centrale per il Catalogo Unico: CUBV163490
- Système universitaire de documentation: 028432916
- Trove: 1128266
- Virtual International Authority File: 19728437
- WorldCat: E39PBJrrvd3k3KjMqdQcmyQ8YP